# Denkmalgeschützte Objekte im Okres Myjava

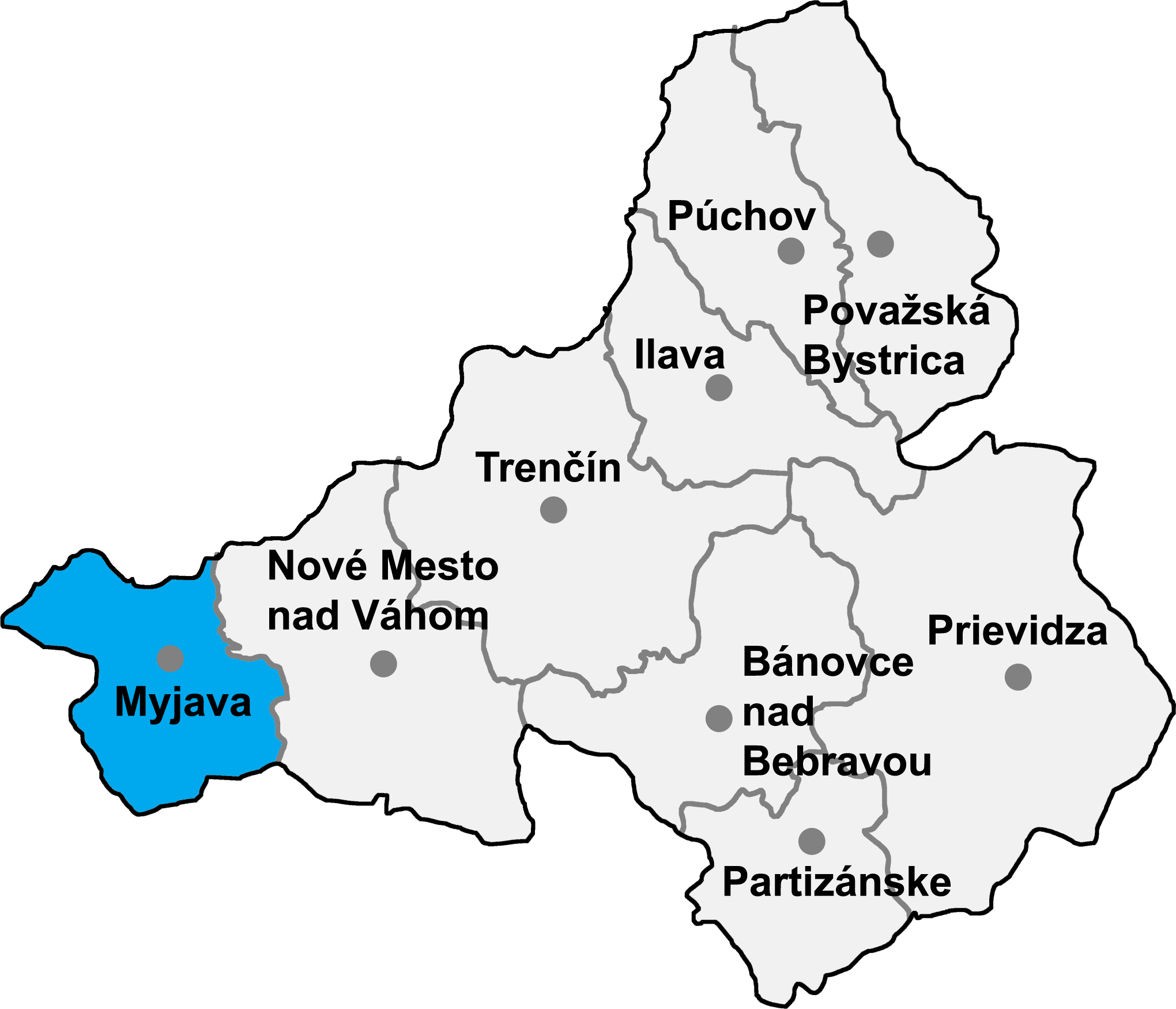

Im Okres Myjava bestehen 40 denkmalgeschützte Objekte. Die unten angeführte Liste führt zu den Gemeindelisten und gibt die Anzahl der Objekte an. In Gemeinden, die nicht verlinkt sind, existieren keine geschützten Objekte.
| Gemeindeliste                    | Objektanzahl |
| -------------------------------- | ------------ |
| Brestovec                        | 0            |
| Brezová pod Bradlom (Birkenhain) | 14           |
| Bukovec (Bukowetz)               | 1            |
| Hrašné                           | 0            |
| Chvojnica                        | 0            |
| Jablonka                         | 0            |
| Kostolné                         | 0            |
| Košariská                        | 5            |
| Krajné                           | 3            |
| Myjava (Miawa)                   | 11           |
| Podkylava                        | 0            |
| Polianka                         | 1            |
| Poriadie                         | 1            |
| Priepasné                        | 1            |
| Rudník                           | 0            |
| Stará Myjava (Altmiawa)          | 0            |
| Vrbovce                          | 4            |